# Jon W. Finson
Jon W. Finson (* 4. November 1950 in Chicago) ist ein US-amerikanischer Musikwissenschaftler.

## Leben
Jon W. Finson wuchs in Northfield (Illinois) auf. Nach dem Schulbesuch der New Trier High School in Winnetka, Illinois, studierte er zuerst Orchesterleitung und Gesang an der Musikhochschule der University of Colorado Boulder (Bachelor of Music 1973) und später Musikwissenschaft an der University of Wisconsin–Madison (Master of Arts 1975). Von 1975 bis 1980 an war er Student der  University of Chicago mit einem akademischen Jahr in Wien und Berlin (1977/78). Er verteidigte in Chicago 1980 seine Doktorarbeit (Doctor of Philosophy) über Robert Schumann: „Robert Schumann: The creation of the symphonic works“. Während seiner Doktorandenzeit besaß er ein Stipendium der Martha Baird Rockefeller Stiftung für Musik. Er promovierte bei Philip Gossett (dem Herausgeber der Gesamtwerke Rossinis und Verdis). 
Er war von 1978 an für 35 Jahre an der University of North Carolina at Chapel Hill tätig, an der er eine Professur als Professor and Adjunct Professor of American Studies hatte. Als einer der aktivsten Schumann Forscher der USA verfasste er eine Vielzahl von Aufsätzen zu Themen rund um Robert Schumann. Schon 1978 besuchte er das Robert-Schumann-Haus Zwickau. Als international anerkannter Referent war er zuletzt 2010 auf der Internationalen Schumann-Tagung in Zwickau tätig.
Seit 2013 im Ruhestand, lebt Finson heute in Florida.

## Werke
Er wurde bekannt durch die 2003 in Wiesbaden erfolgte Veröffentlichung der Erstfassung von Schumanns Sinfonie in d-moll.
Zwei seiner bisher veröffentlichten sechs Bücher können als Meisterwerke der Robert-Schumann-Forschung angesehen werden:
- Robert Schumann and the Study of Orchestral Composition: The Genesis of the First Symphony; Op. 38 (Studies in Musical Genesis and Structure). Clarendon Press, Oxford 1989, ISBN 978-0-19-313213-9
- Robert Schumann: The Book of Songs. Harvard University Press, Cambridge MA 2007, ISBN 0-674-02629-2

Daneben arbeitet er bis heute an verschiedenen Editionen mit, hat eine Vielzahl eigener Artikel und anderer Veröffentlichungen geschrieben und war an zwei Übersetzungen sowie mehreren Rezensionen beteiligt.

## Preise
Er erhielt zusammen mit Ulf Wallin den Robert-Schumann-Preis der Stadt Zwickau für das Jahr 2013.